# 隆盛镇 (金堂县)
隆盛镇，是中华人民共和国四川省成都市金堂縣曾经下辖的一个镇。2019年12月，撤销隆盛镇，将其所属行政区域划归转龙镇管辖。

## 行政区划
隆盛镇撤销前下辖以下地区：
兴隆社区、石竹村、茅庵堂村、黄角桠村、丰收村、新开村、泉水沟村、白果湾村、松柏村和古顶村。